# تپه گرد باغی
تپه گرد باغی مربوط به هزاره اول (پیش از میلاد) است و در شهرستان پیرانشهر، بخش مرکزی، دهستان منگور غربی، روستای گرد شین واقع شده است. این اثر در تاریخ ۳۰ دی ۱۳۸۵ با شمارهٔ ثبت ۱۶۸۶۱ به عنوان یکی از آثار ملی ایران به ثبت رسیده است.